# Lydekkerínids
Els lydekkerínids (Lydekkerinidae) són un família extinta de tetràpodes temnospòndils que van viure al començament del període Triàsic en el que avui és Sud-àfrica, Groenlàndia, Rússia, Austràlia, Tasmània, l'Índia i l'Antàrtida. Durant aquest període, els lydekkerínids es van distribuir àmpliament, amb restes putatives informades de Rússia, Groenlàndia, l'Índia, Sud-àfrica, Madagascar, Austràlia, i Antàrtida.